# Colletes ligatus
Colletes ligatus là một loài Hymenoptera trong họ Colletidae. Loài này được Erichson mô tả khoa học năm 1855.